# Early China
Az Early China az The Society for the Study of Early China (SSEC) által, 1975-ben alapított sinológiai szakfolyóirat.

## Leírás
Az Egyesült Államokbeli  hanoveri (New Hampshire) székhelyű Dartmouth College-ban, 1975-ben alapított The Society for the Study of Early China szakfolyóirata évi egy alkalommal jelenik meg. Állandó, megbízható és magas színvonalú szakmai fórumot biztosít a kínai történelemmel, kultúrával kapcsolatos olyan kutatások eredményeinek publikálásához, amelyek a kínai ókor tárgykörébe tartoznak.